# Chim ruồi đuôi kéo mỏ đỏ
Chim ruồi đuôi kéo mỏ đỏ (tên khoa học Trochilus polytmus) là một loài chim trong họ Chim ruồi, là loài bản địa ở Jamaica, nơi nó là loài phong phú và phổ biến nhất của gia đình chim ruồi. Trong khi hầu hết các nhà nghiên cứu hiện nay coi đó là một loài riêng biệt, một số (bao gồm cả Liên minh nhà điểu cầm học Mỹ) tiếp tục xem xét nó cùng đặc điểm với Chim ruồi đuôi kéo mỏ đen. Loài này là quốc điểu của Jamaica.
Chim ruồi đuôi kéo mỏ đen của đông Jamaica (tìm thấy chủ yếu trong giáo xứ Portland) được coi là một loài riêng biệt, Chim ruồi đuôi kéo mỏ đỏ phân bố ở phía tây theo tuyến dài từ vịnh Morant đến sông Morant, và qua Ginger House, và giữa Rio Grande tới cảng Antonio.
Lông bay ngoài cùng của chim đực dài 15 – 18 cm (6 – 7 in), dài hơn nhiều so với cơ thể của nó. Ẩn đằng sau những con chim ruồi đang bay như những dòng suối đen mỏng manh, những chiếc lông vũ này tạo ra tiếng vo ve. Chim cái thiếu lông bay kéo dài, và phần lớn lông có màu trắng phía bên dưới.
Những con chim này ăn mật hoa từ hoa bằng cách sử dụng lưỡi dài hoặc bắt côn trùng nhỏ trên cánh.
Chim xuất hiện trong James Bond của Ian Fleming truyện ngắn For Your Eyes Only. Dòng đầu tiên của cuốn sách có nội dung: "Loài chim đẹp nhất ở Jamaica, và một số người nói rằng loài chim đẹp nhất trên thế giới, là chim ruồi đuôi kéo hoặc chim ruồi bác sĩ."

## Mô tả
Chim đực trưởng thành có kích thước 4,5 inch (11,5 cm) không tính 'đuôi dài'. Tính cả đuôi, nó có kích thước 10 inch (25 cm). Đỉnh đầu và đuôi có màu đen. Những chiếc lông ở gáy tạo thành búi. Toàn thân lông có màu xanh lá cây tươi sáng. Mỏ có màu đỏ với một đầu màu đen. Đuôi của loài này với Chim ruồi đuôi kéo mỏ đen giống hệt nhau về mọi mặt ngoại trừ màu sắc của phần mỏ, mặc dù kích thước loài nhỏ hơn một chút. Phần đỉnh đầu, cổ và lưng của chim cái có màu xanh nhạt. Quầng mắt có màu nâu nhạt, cánh màu nâu sẫm và đuôi màu đen với lông ngoài có màu trắng. Mặt dưới lông cũng màu trắng. Phần mỏ có sự cố định trên màu nâu sẫm và thấp hơn màu nâu hồng.

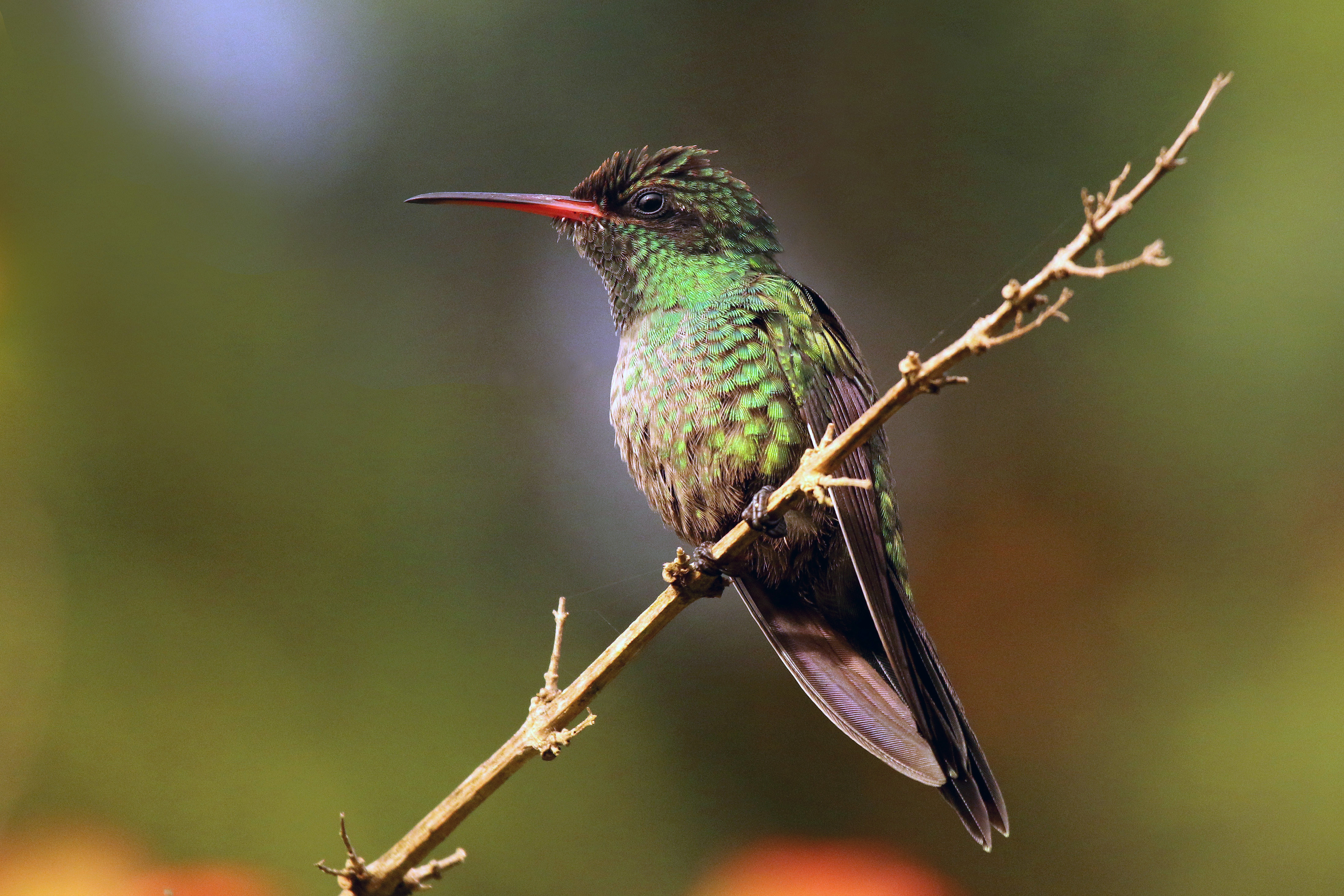
con đực tuổi đang trưởng thành
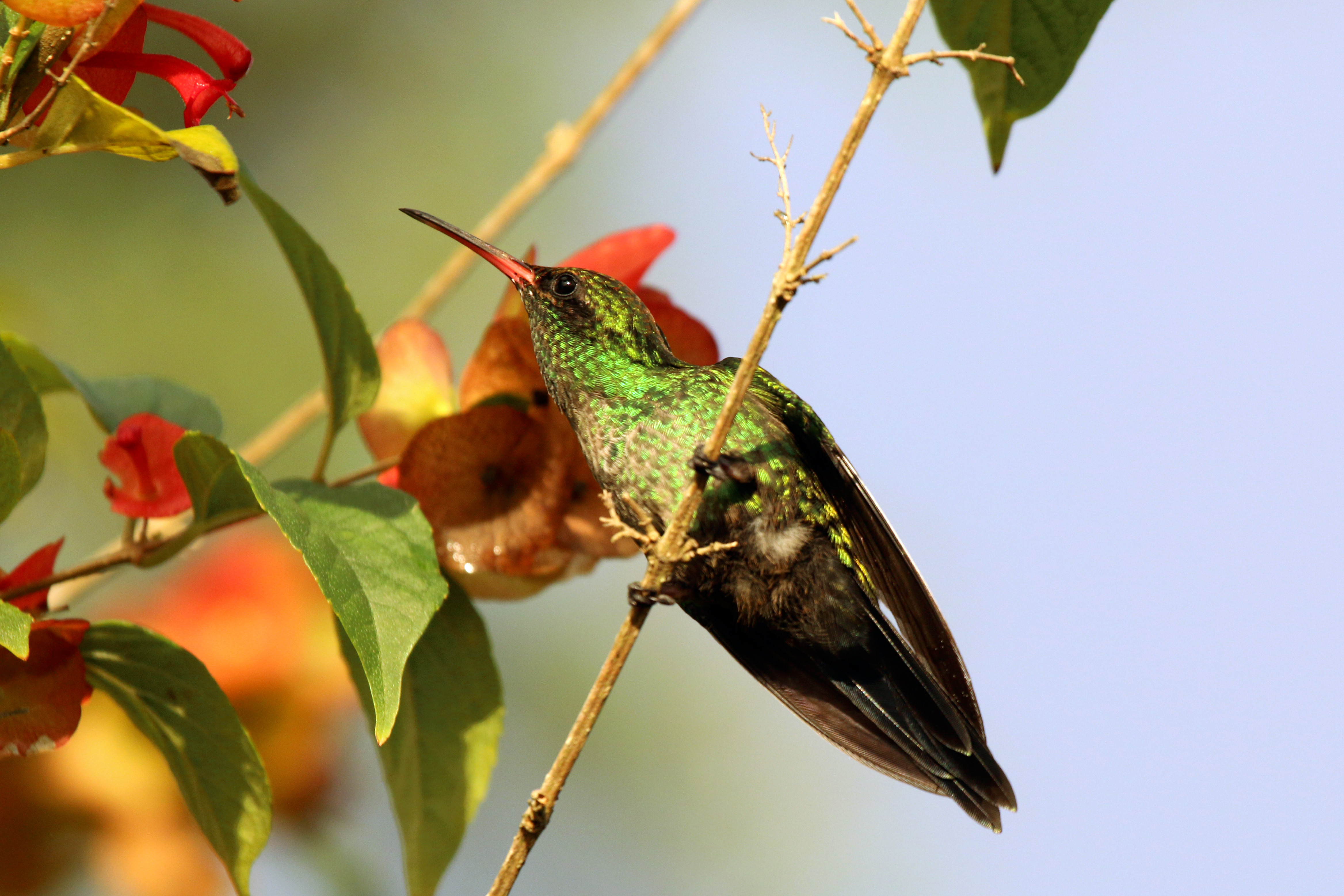
con đực
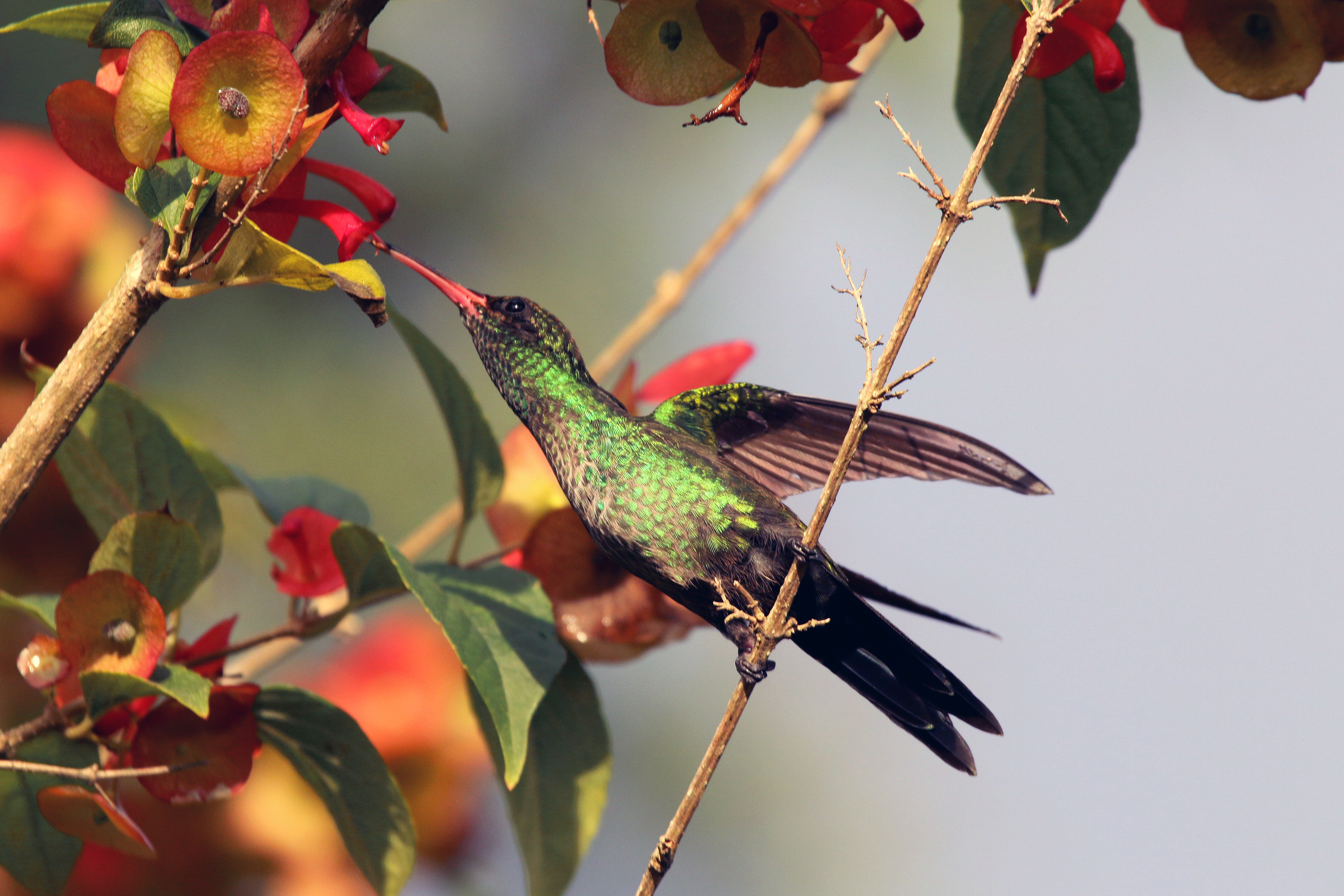
con đực
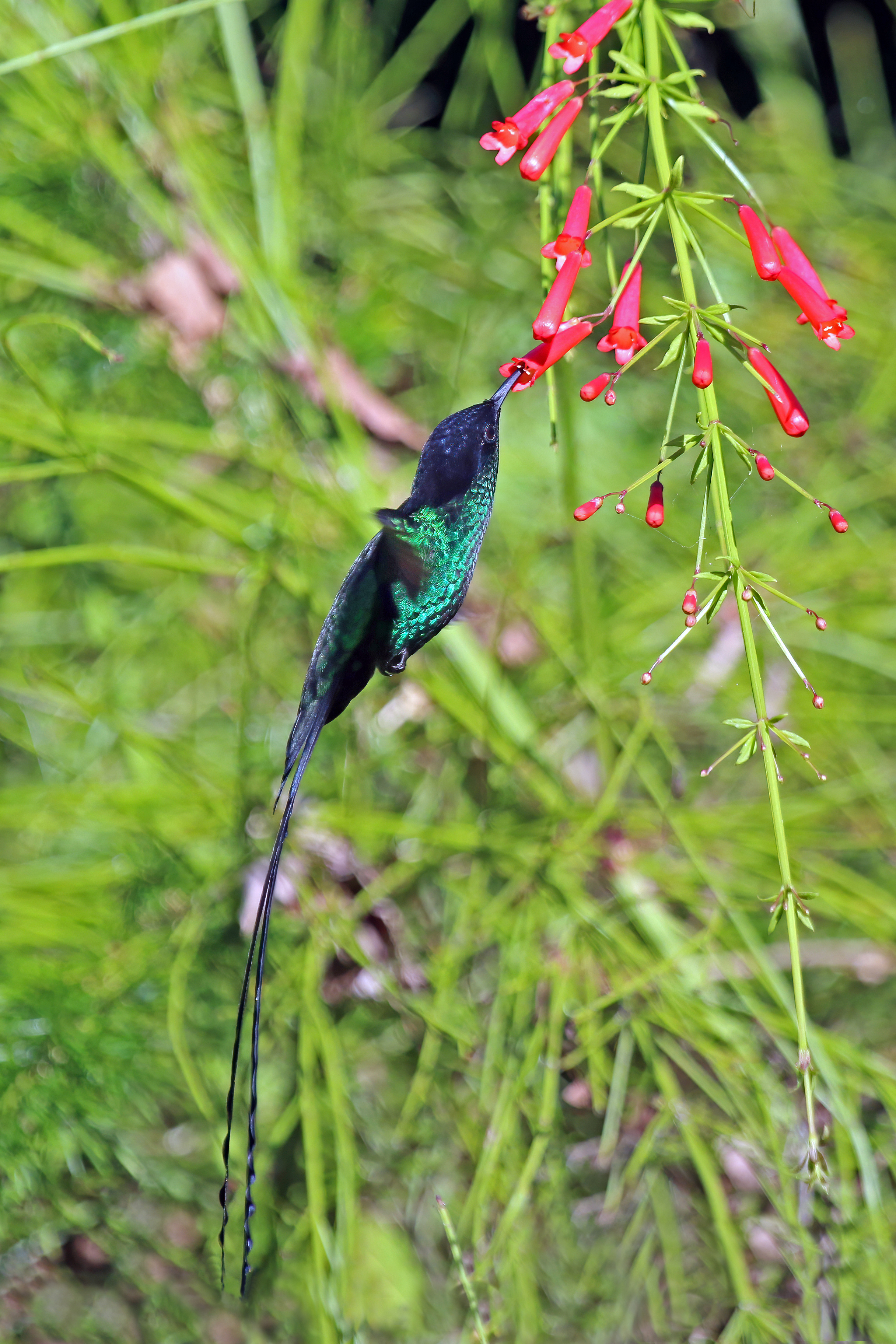
con cái trưởng thành
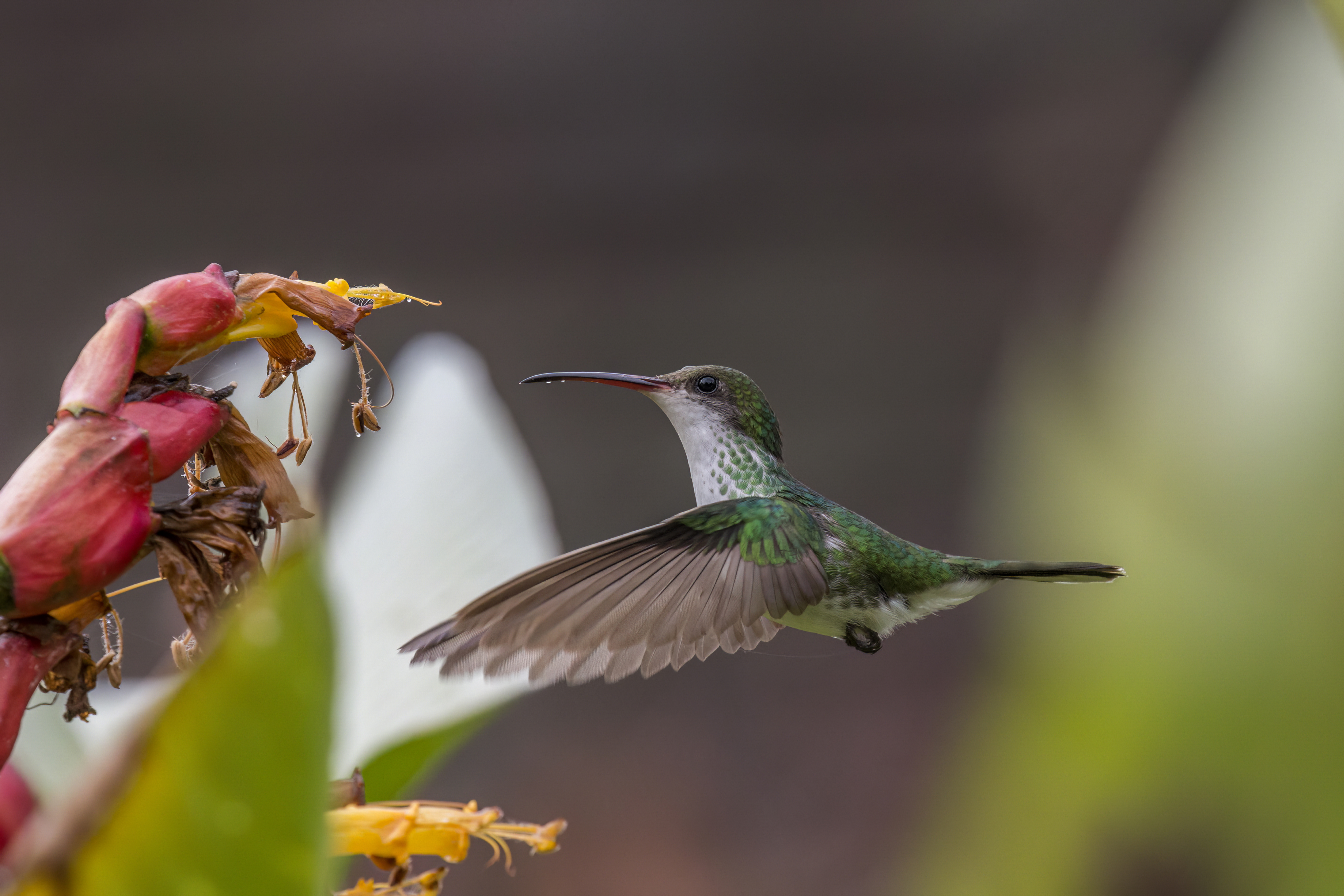
con cái đang bay